# Monte Morale
Monte Morale è un rilievo dell'Appennino umbro-marchigiano, tra il Lazio e l'Umbria, tra la provincia di Rieti e la provincia di Perugia.

## Descrizione
La montagna si trova tra il comune di Norcia e il comune di Accumoli. A sud della cima si trova il Monte Cimamonte (1612 m), mentre verso nord lo spartiacque di confine prosegue in direzione del Monte Utero.